# Chronologia termodynamiki

## XVII wiek
- 1636 – Marin Mersenne dokonuje pierwszego pomiaru prędkości dźwięku w powietrzu
- 1643 – Evangelista Torricelli eksperymentalnie uzyskuje próżnię i równocześnie konstruuje pierwszy barometr
- 1648 – Blaise Pascal wykrywa zależność ciśnienia od wysokości nad poziomem morza
- 1650 – Otto von Guericke buduje pierwszą pompę próżniową
- 1654 – Von Guericke demonstruje ciśnienie atmosferyczne na przykładzie półkul magdeburskich
- 1660 – Robert Boyle eksperymentalnie odkrywa Prawo Boyle’a, odnoszące się do ciśnienia i objętości gazu (opublikowane w 1662)
- 1665 – Robert Hooke stwierdził: „Ciepło jest niczym innym niż bardzo szybkim i gwałtownym mieszaniem się cząstek ciała”
- 1669 – Johann Joachim Becher przedstawił teorię spalania zawierającą ideę palnego pierwiastka składowego materii (Terra pinguis)
- 1676–1689 – Gottfried Leibniz opracował pojęcie vis viva (łac. siła żywa), ograniczoną wersję zasady zachowania energii
- 1694–1734 – Georg Ernst Stahl nazwał palny pierwiastek flogistonem i opracował jego teorię

## XVIII wiek
- 1702 – Guillaume Amontons przedstawia pomysł zera bezwzględnego, oparty na obserwacji gazów
- 1738 – Daniel Bernoulli publikuje Hydrodynamica, rozpoczynając teorię kinetyczną gazów
- 1750 – Joseph Black odróżnia pojęcie ilości ciepła od temperatury
- 1761 – Joseph Black odkrywa, że lód absorbuje ciepło bez zmieniania swojej temperatury podczas topnienia
- 1772 – Student Blacka, Daniel Rutherford odkrywa azot, który nazywają flogistonowym powietrzem
- 1776 – John Smeaton publikuje eksperymenty związane z mocą, pracą, pędem i energią kinetyczną, wspierając tym zasadę zachowania energii
- 1777 – Carl Wilhelm Scheele rozróżnia przenoszenie ciepła poprzez promieniowanie cieplne od tego poprzez konwekcję i przewodzenie
- 1783 – Antoine Lavoisier odkrywa tlen i wyjaśnia spalanie (w swojej pracy Réflexions sur le phlogistique), krytykuje teorię flogistonu i proponuje teorię kaloryczną
- 1784 – Jan Ingenhousz opisuje ruchy Browna cząsteczek węgla na powierzchni wody
- 1791 – Pierre Prévost udowadnia, że wszystkie ciała wypromieniowują ciepło bez znaczenia jak są zimne czy gorące
- 1798 – Hrabia Rumford (Benjamin Thompson) wykonał pomiary ciepła tarcia w urządzeniach wiertniczych i opracował ideę, że ciepło jest formą energii kinetycznej; jego pomiary obalały teorię kaloryczną, ale były na tyle niedokładne, że pozostawiały miejsce na wątpliwości

## XIX wiek

### 1801–1847
- 1802 – Joseph Gay-Lussac publikuje prawo Charles’a, (odkryte (ale nie opublikowane) przez Jacques’a Charles’a około 1787 roku; pokazujące zależność temperatury i objętości. Gay-Lussac formułuje także prawo zależności temperatury z ciśnieniem (prawo Guy-Lussaca)
- 1804 – sir John Leslie obserwuje, że matowe czarne powierzchnie wypromieniowują ciepło lepiej niż powierzchnie wypolerowane, sugerując znaczenie promieniowania ciał doskonale czarnych
- 1805 – William Hyde Wollaston w On the Force of Percussion broni prawa zachowania energii
- 1808 – John Dalton w A New System of Chemistry broni teorii kalorycznej oraz opisuje jak ona sprawdza się z materią, szczególnie z gazami
- 1810 – sir John Leslie sztucznie zamraża wodę
- 1813 – Peter Ewart w swojej publikacji On the measure of moving force wspiera zasadę zachowania energii
- 1819 – Pierre Louis Dulong oraz Alexis Thérèse Petit podają prawo Dulonga-Petita dla pojemności cieplnej kryształu
- 1822 – Joseph Fourier formalnie wprowadza użycie wymiarów dla wielkości fizycznych (w publikacji Theorie Analytique de la Chaleur)
- 1824 – Nicolas Carnot analizuje za pomocą teorii kalorycznej wydajność silników parowych; opracowuje pojęcie procesu odwrotnego oraz postulując jednocześnie, że w naturze nie istnieją takie procesy, kładąc fundamenty dla drugiej zasady termodynamiki oraz zapoczątkowując naukę nazwaną termodynamiką
- 1827 – Robert Brown odkrywa ruchy Browna (w doświadczeniu z użyciem pyłku i barwnika w wodzie)
- 1831 – Macedonio Melloni demonstruje, że promieniowanie ciała doskonale czarnego może być odbite, załamane i spolaryzowane w ten sam sposób co światło
- 1834 – Émile Clapeyron rozpowszechnia pracę Carnota poprzez wyrażenie graficzne i analityczne.
- 1841 – Julius Robert von Mayer, naukowiec amator, pisze pracę na temat zachowania energii ale jego brak akademickiego wykształcenia powoduje jej odrzucenie
- 1842 – Mayer robi połączenie pracy, ciepła i ludzkiego metabolizmu podczas obserwacji krwi; wylicza mechaniczny równoważnik ciepła
- 1842 – William Robert Grove demonstruje dysocjację termiczną cząsteczek do składowych atomów poprzez pokazanie, że para wodna może być zdysocjowana do wodoru i proces ten może być odwrócony
- 1843 – James Joule eksperymentalnie wyznacza mechaniczny równoważnik ciepła
- 1845 – Henri Victor Regnault otrzymuje równanie stanu gazu idealnego, pV=nRT
- 1847 – Hermann von Helmholtz publikuje końcowy postulat zachowania energii, pierwsza zasada termodynamiki

### 1848–1900
- 1848 – William Thomson rozszerza pojęcie zera bezwzględnego z gazów na wszystkie substancje
- 1849 – William John Macquorn Rankine wylicza poprawną zależność pomiędzy parą nasyconą a temperaturą
- 1850 – Rudolf Clausius podaje pierwsze przejrzyste, wiarygodne twierdzenie pierwszej i drugiej zasady termodynamiki, porzucając teorię kaloryczną lecz zachowując zasady Carnota
- 1851 – Thomson podaje alternatywne twierdzenie drugiej zasady termodynamiki
- 1852 – Joule and Thomson demonstrują, że szybko rozprężane gazy ochładzają otoczenie, później zostanie to nazwane efektem Joule’a-Thomsona lub efektem Joule–Kelvin'a
- 1854 – Helmholtz przedstawia koncepcję śmierci cieplnej wszechświata
- 1854 – Clausius określa znaczenie dQ / T (Nierówność Clausiusa), ale nie nazywa jeszcze wielkości.
- 1854 – Rankine wprowadza jego funkcję termodynamiczną, później określoną jako entropia
- 1859 – James Clerk Maxwell odkrywa prawa rozkładu prędkości molekularnej
- 1859 – Gustav Kirchhoff udowadnia, że emisja energii z ciała doskonale czarnego jest jedynie funkcją temperatury i częstotliwości
- 1865 – Clausius wprowadza nowoczesne makroskopowe pojęcie entropii
- 1865 – Josef Loschmidt stosuje teorię Maxwella do określenia liczbowej gęstości cząsteczek w gazach,
- 1870 – Clausius udowadnia skalarne twierdzenie wirialne
- 1872 – Ludwig Boltzmann wyraża twierdzenie dla czasowego rozwoju funkcji rozkładu w przestrzeni fazowej
- 1874 – Thomson wyraża formalnie drugie prawo termodynamiki
- 1876 – Josiah Willard Gibbs publikuje pierwszy referat, w którym omawia równowagi fazowe, zespoły statystyczne, energię swobodną (jako siłę napędową reakcji chemicznych), a także ogólnie termodynamikę.
- 1877 – Boltzmann określa związek między entropią a prawdopodobieństwem
- 1879 – Jožef Stefan obserwuje, że całkowity strumień promieniowania z ciała czarnego jest proporcjonalny do czwartej potęgi ze swej temperatury oraz wyraża prawo Stefana-Boltzmanna
- 1884 – Boltzmann z rozważań termodynamicznych wyprowadza prawo Stefana-Boltzmanna dla strumienia promieniowania
- 1888 – Henri Louis Le Chatelier wyraża swe najważniejsze prawo, mówiące o tym, że odpowiedź układu chemicznego o zaburzonej równowadze będzie przeciwdziałać zaburzeniu (reguła przekory)
- 1889 – Walther Nernst odnosi napięcie ogniw elektrochemicznych do ich termodynamiki chemicznej poprzez Równanie Nernsta
- 1889 – Svante Arrhenius wprowadza koncepcję energii aktywacji dla reakcji chemicznych, podając równanie Arrheniusa
- 1893 – Wilhelm Wien odkrywa prawo przesunięć widma promieniowania ciała doskonale czarnego
- 1900 – Max Planck sugeruje, że światło może być emitowane w częstotliwościach dyskretnych, podając prawo promieniowania ciała doskonale czarnego

## XX wiek

### 1901–1944
- 1905 – Albert Einstein twierdzi, że ujęcie kwantowe wyjaśniłoby efekt fotoelektryczny
- 1905 – Einstein matematycznie analizuje ruchy Browna
- 1906 – Nernst przedstawia równanie trzeciej zasady termodynamiki
- 1907 – Einstein używa teorii kwantowej do oszacowania pojemności cieplnej kryształu Einstaina
- 1909 – Constantin Carathéodory opracowuje aksjomatyczny system termodynamiki
- 1910 – Einstein i Marian Smoluchowski znajdują równanie Einsteina–Smoluchowskiego dla współczynnika tłumienia ze względu na wahania gęstości gazu
- 1912 – Peter Debye podaje poprawioną pojemność cieplną poprzez dopuszczenie możliwości występowania niskiej częstotliwości fononów
- 1916 – Sydney Chapman i David Enskog systematycznie rozwijają teorię gazów
- 1916 – Einstein rozpatruje termodynamikę atomowych linii spektralnych oraz przewiduje emisję wymuszoną
- 1919 – James Jeans odkrywa, że stałe dynamiczne ruchu determinują funkcję rozkładu dla systemu cząsteczek
- 1920 – Megh Nad Saha formułuje swoje równanie jonizacji
- 1923 – Debye i Erich Hückel publikują statystyczne ujęcie dysocjacji elektrolitów
- 1924 – Satyendra Nath Bose wprowadza statystykę Bosego-Einsteina
- 1926 – Enrico Fermi i Paul Dirac wprowadzają statystykę Fermiego–Diraca dla fermionów
- 1927 – John von Neumann wprowadza przedstawienie macierzy gęstości i ustanawia kwantową mechanikę statystyczną
- 1928 – John B. Johnson odkrywa szum Johnsona (szum termiczny) w oporniku
- 1928 – Harry Nyquist wyprowadza związek fluktuacyjno-rozproszeniowy dla opornika w celu wyjaśnienia szumu Johnsona
- 1929 – Lars Onsager wyprowadza relacje wzajemności Onsagera
- 1939 – Nikołaj Kryłow i Nikołaj Bogolubow podają pierwsze poprawne mikroskopowe wyprowadzenie równania Fokkera-Plancka w pojedynczym schemacie klasycznej i kwantowej mechaniki
- 1942 – Joseph Leo Doob wyraża swoje twierdzenie o procesie Gaussa-Markova
- 1944 – Lars Onsager podaje rozwiązanie dwu-wymiarowego modelu Isinga, włączając w to przejścia fazowe

### Od 1945
- 1945–1946 – Nikołaj Bogolubow rozwija ogólną metodę mikroskopową wyprowadzenia równania kinetyczne dla klasycznych systemów statystycznych z wykorzystaniem hierarchii BBGKY.
- 1947 – Nikołaj Bogolubow i Kiriłł Gurow rozszerzają tę metodę na mikroskopowe wyprowadzenie równania kinetycznego dla kwantowych systemów statystycznych.
- 1948 – Claude Elwood Shannon w pracy pt. „A Mathematical Theory of Communication” przedstawił najważniejsze zagadnienia związane z teorią informacji
- 1957 – Aleksandr Kompaniejec wyprowadza swoje równanie Fokkera-Plancka dla rozpraszania Camptona
- 1957 – Ryogo Kubo[1] wyprowadza pierwszą z zależności liniowych współczynników transportu
- 1957 – Edwin Jaynes podaje interpretację MaxEnt[2] termodynamiki z teorii informacji
- 1960–1965 – Dmitrij Zubariew rozwija metodę nierównowagowych statystycznych operatorów[3], która staje się klasycznym narzędziem w statystycznej teorii procesów nierównowagowych.
- 1972 – Ja’akow Bekenstein sugeruje, że czarne dziury mają entropię proporcjonalną do swej powierzchni[4][5]
- 1974 – Stephen Hawking przewiduje, że czarne dziury mogą wypromieniowywać cząsteczki z widma ciała doskonale czarnego, które mogą powodować parowanie czarnej dziury[5]